# Slonova surla (astronomija)
Slonova surla je pojam u astronomiji kojom označavamo formacije međuzvjezdane tvari. Primjer takve formacije su Stupovi stvaranja i NGC 7822
 maglica Rozeta i dr.
Formalnije znanstvenici "slonove surle" nazivaju "hladni molekulski oblaci", referirajući se na to što postoje u molekularnim oblacima. Nalaze se u susjedstvu masivnih zvijezda razreda O i B koje putem svog intenzivnog zračenja mogu stvoriti šireća područja ioniziranog plina znanih kao H II područje. Slonove surle mogu izgledati kao masivni stupovi ili stupci plina i prašine, no mogu se pojaviti u raznim oblicima, duljinama i bojama. Astronomi proučavaju slonove surle zbog toga što su one jedinstvena procesa oblikovanja te se za proučavati ih služe dvodimenzijskim i trodimenzijskim simulacijama radi pokušaja shvaćanja kako se pojavljuje ova pojava.

## Oblikovanje
Zvijezde razreda O i B su zvijezde koje snažno emitiraju ultraljubičasto zračenje. Ono uzrokuje da se ionizira okolni oblak vodikova plina čime nastaje H II područje. Plin se neravnomjerno ionizira kroz oblia, zbog čega se pojavljuju nasumično stvorene nakupine gušćeg plina raspršenog kroz oblak. Guste nakupine nazivamo ispavarajuće plinovite globule (eng. evaporating gaseous globule, EGG), i polazišna su točka oblikovanja slonove surle. Oblik stupa nastaje kad se EGG ponaša kao štit od zvjezdanih vjetrova plinovima koji su iza tih globula.  Zvjezdani vjetrovi su neprekidni tijekovi plina koji izbacuju zvijezde i uzrokuju da se erozijom otpuhun lakši i manje gusti plinovi. EGG-ovi i stupci plina niz vjetar od njih su osnovni oblik slonove surle.